# Parc d'État de Canaan Valley Resort
Le parc d'État de Canaan Valley Resort (en anglais, Canaan Valley Resort State Park) est un parc d'État situé en Virginie-Occidentale, situé dans la vallée de Canaan. Il se trouve dans la plus haute vallée à l'est de fleuve Mississippi, et contient la deuxième plus grande zone humide des États-Unis. Il accueille également les plus anciennes infrastructures de ski de l'État.

## Histoire
En 1950 et 1951, des membres d'un club de ski de Washington, D.C. repèrent la vallée comme étant un endroit opportun pour installer des infrastructures de ski. La neige y reste jusqu'au mois d'avril et même plus tard parfois.
En 1954, le club commence ses activités en signant un bail de dix ans avec les propriétaires terriens locaux. Leurs remontées sont constituées de deux téléskis qui parte de la Route 32 jusqu'à 1 100 m d'altitude. Il s'agissait de la première station de ski ouverte au sud de la ligne Mason-Dixon ; elle a finalement fermé en 1962.
En 1955, Robert Barton, un étudiant de l'école des lois de Virginie (en), créé la Weiss Knob Ski Area, qui monte sur le « Weiss Knob » a une altitude de 1 200 m. Quatre remonte-pentes sont installés. Le site est acheté par l'État de Virginie-Occidentale en 1959.
Rouvert à l'automne 1959, le nouveau site de Barton sur le Bald Knob fonctionne avec le premier canon à neige de Virginie. Lors de la première saison, il tombe plus de 10 mètres de neige, ce qui rend les équipements inopérants pour l'ensemble de l'année. La station rouvre jusqu'en 1970 lorsque l'ouverture imminente de la station de la vallée de Canaan oblige Barton à partir pour continuer son exploitation ailleurs. La nouvelle station ainsi créée est en fait un réemploi du site original sur le Weiss Knob.
En 1957, l'État de Virginie-Occidentale achète ses premières terres avec l'idée initiale de développer l'économie du ski. 
À cette époque, Sarah Maude Thompson Kaemmerling lui fait don de 12 km2 en stipulant que l'État doit en acquérir autant pour y créer un parc naturel. Il acquiert plus de 30 propriétés entre 1964 et 1970. Le parc d'État de Canaan Valley Resort est ainsi créé en 1971 autour des pistes de ski au sud de la vallée. Les lodges ouvrent en 1977.
En 1972, un parcours de golf de 18 trous est rajouté pour la pratique de loisir tout au long de l'année.

## La station de Canaan Valley
La station de ski ouvre en 1971, sur le site original du domaine de Weiss Knob. Elle propose 39 pistes, deux snowparks et, depuis l'hiver 2005-06, elle possède un site pour la pratique du airboard.

## Capacité d'accueil
Le parc possède une capacité de 250 chambres pour accueillir les skieurs, ainsi que des campings pour l'été. Il possède de nombreux sentiers, des pistes pour le vélo tout terrain et un parcours de golf de niveau international.